# مارك فيليبس
مارك فيليبس (بالإنجليزية: Mark Phillips)‏ (27 يناير 1982 في المملكة المتحدة - ) هو لاعب كرة قدم بريطاني في مركز الدفاع. لعب مع نادي برينتفورد ونادي ساوثيند يونايتد ونادي ميلوول وبرينتري تاون وإيه أف سي ويمبلدون ونادي ألدرشوت تاون ودارلينجتون إف سى.

## وصلات خارجية
- مارك فيليبس على موقع إي إس بي إن إف سي (الإنجليزية)
- مارك فيليبس على موقع قاعدة بيانات كرة القدم.إي يو (الإنجليزية)
- مارك فيليبس على موقع Soccerbase.com (لاعب) (الإنجليزية)
- مارك فيليبس على موقع عالم كرة القدم.نت (الإنجليزية)